# SN 2000bn
SN 2000bn – supernowa typu Ia odkryta 25 marca 2000 roku w galaktyce A093541+0432. W momencie odkrycia miała maksymalną jasność 18,80m.